# Osorius parcus
Osorius parcus är en skalbaggsart som beskrevs av Sharp 1887. Osorius parcus ingår i släktet Osorius och familjen kortvingar. Inga underarter finns listade i Catalogue of Life.